# Podoplanine
La podoplanine est une glycoprotéine de type mucine, exprimée principalement dans le système lymphatique. Son gène est le PDPN situé le chromosome 1 humain.

## Rôles
Elle est exprimée essentiellement dans les cellules du système lymphatique, mais aussi dans les cellules mésothéliales du péritoine, les ostéocytes, les épendymocytes, au niveau des organes lymphoïdes et dans les follicules ovariens. Il est également exprimé dans certaines cellules cancéreuses comme dans certains cancers de la peau.
La protéine joue différents rôles dans le développement, l'immunologie et les cancers.
Elle interagit avec la galectine 8 au niveau du tissu lymphatique, le CLEC 2 au niveau des cellules rénales.
Au niveau immunologique, Elle a une fonction inhibitrice sur les lymphocytes T, favorisant la tolérance tissulaire. 